# Salon Shakkikerho
Salon Shakkikerho, w skrócie SalSK – fiński klub szachowy z siedzibą w Salo.

## Historia
Klub został założony w 1945 roku. W 1983 roku klub zadebiutował w drużynowych mistrzostwach Finlandii poprzez udział z pucharze kraju. Następnie zespół grał w lidze prowincjonalnej. W 1989 roku uzyskano awans po wygraniu ligi, a następnie meczu barażowego z Vammalan Shakkikerho. W sezonie 1992/1993 klub zadebiutował w SM-liidze, uzyskując wówczas szóste miejsce. Rok później klub spadł z pierwszej ligi. W 1995 roku klub wrócił na najwyższy poziom rozgrywek, a w 1997 roku spadł z SM-liigi. Od 1998 roku zespół ponownie grał w SM-liidze, spadł z niej w 2001 roku i wrócił na sezon 2002/2003, a później także 2004/2005. W 2007 roku klub ponownie awansował do SM-liigi. W sezonie 2008/2009 zespół zdobył wicemistrzostwo kraju, ulegając jedynie Etelä-Vantaan Shakki. Zawodnikami klubu byli wówczas m.in. Kalle Kiik, Antti Pihlajasalo i Heikki Westerinen. W 2011 roku zespół zajął czwarte miejsce w lidze. W sezonie 2012/2013 klub uzyskał trzecią pozycję w mistrzostwach kraju. W sezonie 2015/2016 uzyskano wicemistrzostwo Finlandii, kończąc rozgrywki jedynie za Tammer-Shakki. W 2016 roku Salon Shakkikerho zadebiutował w Pucharze Europy. Fiński klub odniósł wówczas zwycięstwa ze Skanderborg SK, CE Monte-Carlo i SK Nordkalotten, zremisował z Brønshøj SF, a także przegrał z Ładją Kazań, Ežerėlio vaivorykštė Kowno i OŠK Paraćin; w klasyfikacji końcowej pucharu zespół zajął 33. miejsce. W sezonie 2018/2019 klub ponownie zajął trzecią pozycję w krajowych rozgrywkach.

## Arcymistrzowie w historii klubu
- Yrjö Rantanen[22]
- Heikki Westerinen[15]
- Jouni Yrjölä[23]